# Bergtjärnen (Norrfjärdens socken, Norrbotten, 728416-175406)
Bergtjärnen är en sjö i Piteå kommun i Norrbotten och ingår i Alterälvens huvudavrinningsområde.